# 류시관
류시관(柳時灌, 유시관, 1970년 4월 14일 ~ )은 대한민국의 기업가이다. 종교는 천주교(세례명: 요셉)이다. 그의 남동생은 배우 류시원이다.

## 학력
- 1983년 서울반포국민학교 졸업
- 1986년 반포중학교 졸업
- 1989년 상문고등학교 졸업
- 1996년 서울대학교 경영학과 학사

### 주요 경력
- 2004년 TNT프로덕션 기획국 국장
- 2004년 TNT프로덕션 기획국 국장 퇴임
- 2004년 알스컴퍼니 사장(2009년 퇴임)
- 2006년 알스컴퍼니 대주주